# Runcina aurata
Runcina aurata é uma espécie de molusco pertencente à família Runcinidae.
A autoridade científica da espécie é Garcia-Gomez, Lopez, Luque & Cervera, tendo sido descrita no ano de 1986.
Trata-se de uma espécie presente no território português, incluindo a zona económica exclusiva.